# Baldiri de Nimes
Baldiri de Nimes   (Orleans, mil·lenni I - Nimes, 259) Sant Baldiri o Sant Boi (francès: Baudile, Bausile, Basile, castellà: Baudilio, Baudelio, Boal, català: Boi, Baldiri), va ser un diaca i màrtir de Nimes, avui venerat com a sant en diverses confessions cristianes. El seu culte està estretament relacionat amb la ciutat de Nimes, però també es va estendre per Espanya.
Es diu que el primer missioner a Nimes va ser Sant Saturní (Saturní), que va ser enviat pel papa Fabià a la Gàl·lia cap a l'any 245 dC. Saturní va convertir un nadiu de Nimes, sant Honest, que després va ser martiritzat a Pamplona. Tanmateix, l'Enciclopèdia Catòlica escriu que «el veritable apòstol de Nimes va ser sant Baudilus, el martiri del qual és posat per alguns a finals del segle iii, i, amb menys raó, per altres a finals del IV». La tradició també el converteix en màrtir durant el regnat de Julià l'Apòstat.

## Biografia
Segons els martirologis, durant unes festes paganes, va recriminar els assistents les seves creences, enderrocà l'estàtua del déu i va refusar de fer-li sacrificis; va ser torturat i martiritzat, essent decapitat amb una destral. La tradició diu que va ser sebollit a Nimes durant el regnat de l'emperador Julià l'Apòstata (331-363). Se'l representa vestit amb dalmàtica i portant l'Evangeli, símbols de la seva condició de diaca, i amb una destral a l'altra mà.

## Veneració i llegendes
El seu culte es dona especialment al sud de França i d'aquí va passar a Catalunya i a la litúrgia mossàrab, potser per l'arribada de relíquies del sant francès durant el segle VII-VIII, que en difongué el culte a Castella. És patró de Nimes, Poitiers i de diversos municipis com Sant Boi de Llobregat (a Espanya, d'algunes pobles que porten el nom de San Baudilio, San Baudelio o San Boal. La seva festa és el 20 de maig.
La llegenda diu que el seu cap, en ésser separat del cos, va caure i va tocar tres cops el terra: en van sorgir tres deus d'aigua, sobre les quals s'edificà un oratori anomenat "des Trois-Fontaines" ("de les tres fonts"). La cripta de Sant Baldiri, a Nimes, a la cantonada del carrer des Moulins i el des Trois Fontaines marca el lloc del martiri.
El cos del sant va ser recollit per la seva muller, que el portà al lloc anomenat Valsainte, on fou soterrat. Aquest lloc esdevingué destí de pelegrinatge i s'hi construí una església al segle iv, que al 511 esdevingué Monestir de Sant Baldiri fins que fou abandonat i enderrocat el segle xvii. Les relíquies van desaparèixer durant les guerres de religió del segle xvi. Se'n conserven parts que durant els segles anteriors havien estat portades a altres llocs (al segle x, una part va passar a l'abadia de Cessy-les-Bois).
El seu culte es va estendre per Espanya, on es va convertir en patró de diverses esglésies. El seu nom va adquirir variants, entre elles Baudelio, Boal, Boi, Baldiri (els dos últims són catalans). Una font ha afirmat que la fama de Baudilus com a taumatúrg va fer que el seu culte s'estengués més enllà de França, amb un culte molt estès a Espanya, inclosa Catalunya. El seu culte fins i tot es va estendre fins al que ara són la República Txeca i Eslovàquia. Baudilus s'esmenta breument a Roderick de Robert Southey. Les notes del text diuen que Baudilus "és un sant molt poc conegut, i valdrà dir alguna cosa d'ell. Aquest sant és molt venerat a Salamanca i a Zamora; i en ambdues ciutats, té una església parroquial., i a Zamora, tenen bona part de les seves relíquies, tant han corromput el nom, anomenant-li Sant Boal, que el sant ara amb prou feines és conegut pels seus." L'església de San Boal de Salamanca. té una imatge del sant, i també hi ha un palau del mateix nom a la ciutat.

## Sant Boi de Zamora, o"San Boal"
- Article principal: Boi de Zamora

El nom castellà Boal també deriva del Baudilius llatí. La devoció al sant en la litúrgia mossàrab sembla venir de la difusió de relíquies a l'època visigòtica, que van estendre'n el culte per l'antic regne de Castella: monestirs com el de San Baudelio de Berlanga en serien testimonis. Amb el temps, a banda de la tradició del sant màrtir de Nimes, s'anà conformant una tradició castellana que feia de Sant Baldiri (conegut com a Baudelio o Boal) un sant nascut a Manzanal del Barco (Zamora), i que va ser martiritzat, amb la seva germana Justa i altres companys cristians, durant la persecució de Dioclecià a la riba del riu Esla. El seu cos va ser sepultat a l'església de San Torcuato de Zamora, on es venera. La festa n'és també el 20 de maig.

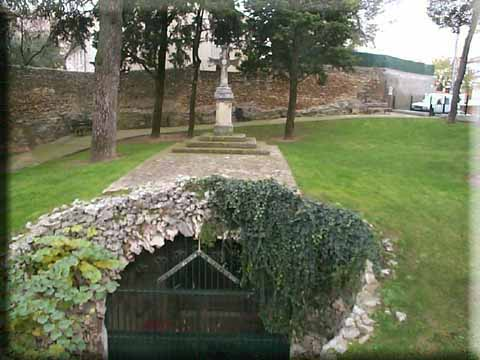
Cripta de Sant Baldiri, a les Trois-Fontaines de Nimes, lloc on la tradició diu que va ser martiritzat.
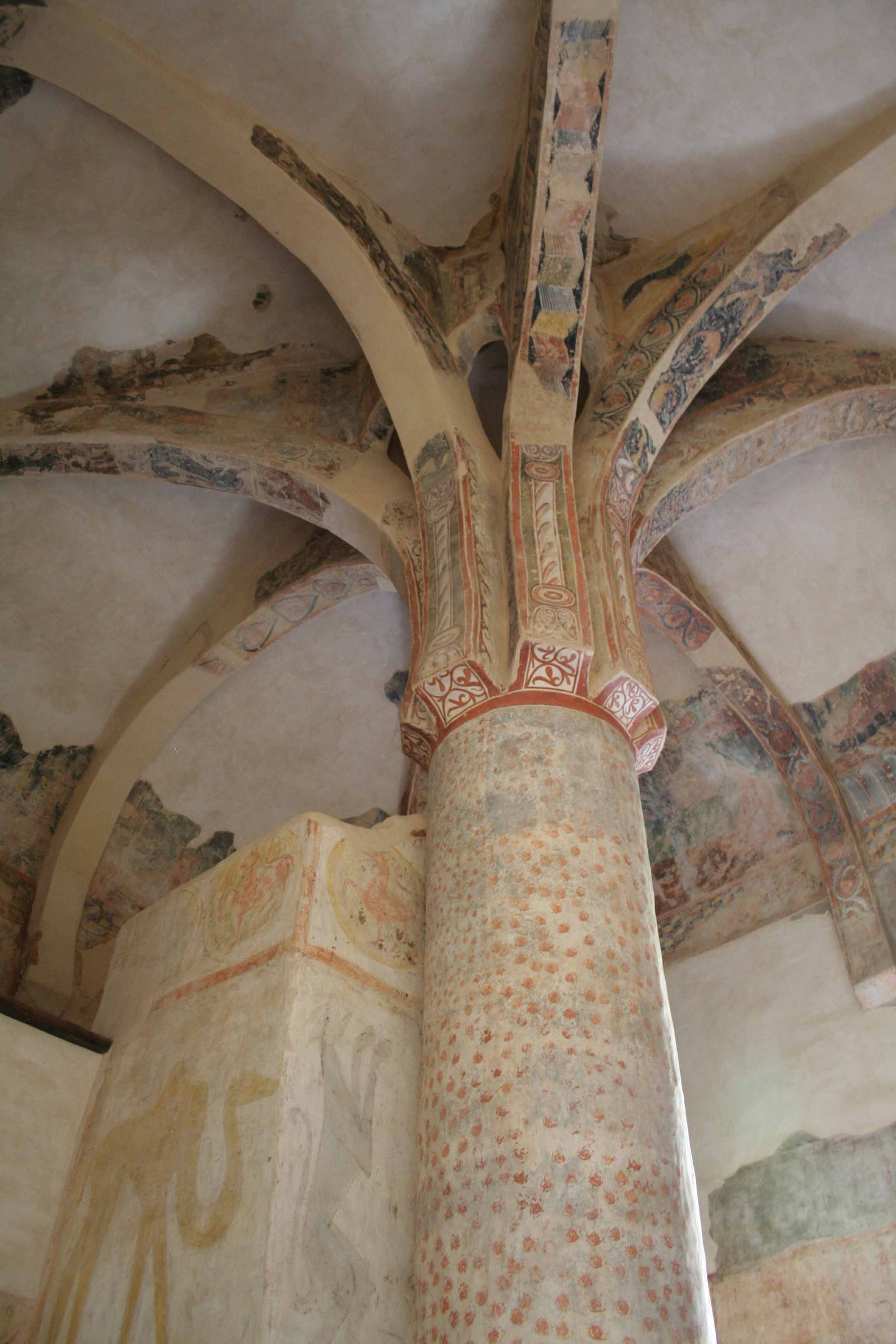
Interior de San Baudelio de Berlanga, antic cenobi mossàrab dedicat a Sant Baldiri de Nimes